# Collalto Sabino
Collalto Sabino és un comune (municipi) de la província de Rieti, a la regió italiana del Laci, situat a uns 50 km al nord-est de Roma i a uns 35 km al sud-est de Rieti. Es troba a la riba del Llac Turano. A 1 de gener de 2019 la seva població era de 400 habitants.
Collalto Sabino limita amb els municipis següents: Carsoli, Collegiove, Marcetelli, Nespolo, Pescorocchiano i Turania. És la seu d'un castell baronial, que ha estat propietat de les famílies Savelli, Strozzi, Soderini i, des del 1641, de la família Barberini. La ciutat està envoltada d'una línia de muralles del segle xv.